# سیارک ۱۸۷۵۱
سیارک ۱۸۷۵۱ (به انگلیسی: 18751 Yualexandrov، نامگذاری:1999GO9) هجده هزار و هفتصد و پنجاه و یکمین سیارک کشف شده‌است که در 16 آوریل ۱۹۹۹ کشف شد.
قدر مطلق سیارک برابر ۱۵.۵ است.